# 保加利亚共产党 (1996年)
保加利亚共产党（羅馬化：Komunisticeska Partija na Balgarija），简称保共（КПБ，KPB），是保加利亚的一个共产主义政党。该党成立于1996年，当时取名为共产党，后改现名。它的意识形态是共产主义、马克思列宁主义。它的政治立场是左翼。它的领袖是亚历山大·保诺夫。它出版报纸《工人新闻》。它是共产党和工人党国际会议的成员。